# Карачаровская улица
Карача́ровская у́лица — улица в Москве в Нижегородском районе между Средней Калитниковской улицей и Автомобильным проездом.

## История
Комплекс названий Карачаровских улиц, проездов и шоссе сохраняет имя бывшего села Карачарово, известного по документам с 1571 года. Название образовано от имени Карачар или фамилии Карачаров тюркского происхождения. В 1470 года документами назван Федор Карачаров; его внук Иван Митрофанович Карачаров — дворцовый дьяк в годы малолетства Ивана Грозного — возможно, и был первым владельцем села. Топоним Карачарово был довольно широко распространен в России. Например, былинный Илья Муромец был «из города Мурома, из села Карачарова».

## Описание
Карачаровская улица начинается от Средней Калитниковской, проходит на юг до Автомобильного проезда

## Здания и сооружения
По нечётной стороне:
По чётной стороне: